# Bellapiscis medius
Bellapiscis medius es una especie de pez de la familia Tripterygiidae en el orden de los Perciformes.

## Morfología
Los machos pueden llegar alcanzar los 7,5 cm de longitud total.

## Alimentación
Se alimenta de moluscos y crustáceos, los cuales captura incluso en la zona de salpicadura del agua, donde el pez se dispara rápidamente con el oleaje y se aferra a la roca a medida que el agua retrocede, a menudo queda expuesto sobre la roca húmeda y abierta.

## Hábitat
Es un pez de mar de clima templado y de conducta demersal, que vive entre 0-5 m de profundidad. Los adultos pueden vivir en charcas mareales costeras y cuando se secan pueden permanecer fuera del agua debajo de rocas o algas respirando del aire.

## Distribución geográfica
Es un endemismo de la costa de Nueva Zelanda.